# Leptocaris kunzi
Leptocaris kunzi är en kräftdjursart som beskrevs av Fleeger och D. R. Clark 1980. Leptocaris kunzi ingår i släktet Leptocaris och familjen Darcythompsoniidae. Inga underarter finns listade i Catalogue of Life.